# Khaled Adénon
Abdul Khaled Akiola Adénon (* 28. Juli 1985 in Allahé) ist ein beninischer ehemaliger Fußballspieler. 

## Karriere

### Verein
Khaled Adénon begann seine Laufbahn als Fußballprofi in der Spielzeit 2005 bei ASEC Mimosas, einem ivorischen Fußballverein in Abidjan. In seinen drei Spielzeiten dort gewann er je zweimal die nationale Meisterschaft wie auch den nationalen Pokal. Anschließend wechselte er für zwei Jahre nach Le Mans zu Le Mans UC 72, wo 17 Partien für die zweite Mannschaft in der vierten Liga sowie fünf Partien für die erste Mannschaft in der ersten Liga absolvierte. Es folgte ein einjähriges Gastspiel in der zweiten französischen Liga bei SC Bastia, nach dem er nach Le Mans und zu seinem alten, mittlerweile als Le Mans FC firmierenden Klub zurückkehrte. Über die Station Luçon VF wechselte er zu Amiens SC, wo er 120 Partien bestritt. Nach einem Intermezzo in der Saudi Professional League mit einem Einsatz für al-Wahda kehrte er nach Frankreich zurück, wo er in der dritten Liga für US Avranches antrat. Zur Saison 2021/22 ging er in die erste zypriotische Liga zu Doxa Katokopia.

### Nationalmannschaft
Adénon kam erstmals 2006 für die beninische Fußballnationalmannschaft zum Einsatz. Bis Ende September 2022 absolvierte er 81 Partien, in denen er zwei Tore erzielte. Bei den Afrika-Cups 2008, 2010 und 2019 gehörte er jeweils dem Kader an.

## Erfolge
- ivorischer Meisterschaft (2): 2005, 2006
- ivorischer Pokal (2): 2005, 2007